# ويليام من بوليا
ويليام بوليا مؤرخ نورماني ألف العقد 1090. ملحمته اللاتينية غيستا روبيرتي ويسكاردي (إنجازات روبرت جيسكارد)، هي واحدة من المصادر المعاصرة الرئيسية لغزو النورمان لجنوب إيطاليا وخصوصًا حملات روبرت جيسكارد دوق بوليا (1059-1085).